# 麥可·拉梅爾
麥可·拉梅爾（Michael Lammer，1982年3月25日—）是一位瑞士職業網球運動員，2003年轉職業。

## 外部連結
- 麥可·拉梅爾（英文/西班牙文）的官方資料
- 麥可·拉梅爾的國際網球總會 職業／青少年 官方資料（英文）
- 麥可·拉梅爾的官方資料（英文）